# Hiram IV
Hiram IV de Tyr (Ve siècle av. J.-C.) roi de Tyr avant 480.

## Hypothèse
Hérodote  mentionne lorsqu'il décrit la bataille de Salamine en 480, avec la flotte des sidoniens, la flotte tyrienne sous le commandement du « roi de Tyr Matten, fils de Eiromos ». Ces deux noms grecs indiquent clairement les noms phéniciens qu'ils traduisent: Mattan (MTN) et Hiram (RM). Ainsi, le roi Mattan, qui était sur le trône de Tyr en 480, peut être nommé Mattan III, selon notre connaissance des rois précédents portant ce nom: Mattan Ier (c. 829-821) et Mattan II (c. 730). Si son père Hiram a régné comme roi, il est Hiram IV, sur le trône peu de temps avant 480. Nous n'avons aucune information permettant de dire si Hiram IV (?) et Mattan III appartenait à la même dynastie que Hiram III et Ittobaal IV

## Source
- (en) Josette Elayi An Updated Chronology of the Reigns of Phoenician Kings during the Persian Period (539-333 BCE) .
- Sabatino Moscati Les Phéniciens Arthème Fayard Paris (1971)  (ISBN 2501003543).
- Josette Elayi, Histoire de la Phénicie, Paris, Perrin, 2013, 341 p. (ISBN 978-2-262-03662-1), p. 253